# ダニエル・ゲール
ダニエル・ゲール（Daniel Geale 、男性、1981年2月26日 - ）は、オーストラリアのプロボクサー。ローンセストン出身。元WBAスーパー・IBF世界ミドル級王者。

## 来歴

### アマチュア時代
2001年、大阪市開催の東アジア大会にウェルター級で出場。平田直己に勝利後、ゲンナジー・ゴロフキンに大差のポイント負けを喫した。ゲールが2013年半ばに語ったところによると、カザフスタンの選手は全般的にフットワークがよくパワーがあり、距離をうまく使って試合を運んでいたが、当時の印象ではゴロフキンはそれほどパンチのある選手ではなく、プロでなら勝てるだろうと確信していた。
2001年、北アイルランドのベルファストで開催された世界選手権にウェルター級(69kg)に出場するが1回戦で敗退
。
2003年、タイのバンコクで開催された世界選手権にウェルター級(69kg)に出場するが1回戦で敗退
。

### プロ時代
2004年10月1日、ゴールドコーストのサウスポートシャークスAFLクラブで行われた6回戦で3回1分27秒KO勝ちを収め、デビュー戦を白星で飾った。
2005年9月16日、IBFパンパシフィックスーパーウェルター級王座決定戦でステーブ・ドゥエット（オーストラリア）と対戦し、2回1分1秒TKO勝ちを収め、王座を獲得した。
2005年10月22日、OPBF東洋太平洋スーパーウェルター級暫定王座決定戦でゲイリー・カマー（オーストラリア）と対戦し、8回1分48秒KO勝ちを収め、王座を獲得した。
2007年2月4日、リー・オティ（ニュージーランド）と対戦し、2回にダウンを奪われながらも、12回3-0（118-110、118-109、119-110）の判定勝ちでIBFパンパシフィック王座とOPBF東洋太平洋王座初防衛に成功した。
2007年5月4日、IBFパンパシフィックミドル級ならびにIBOインターコンチネンタルミドル級王座決定戦でパルクプーン・ジャンポナク（タイ）と対戦し、12回3-0（120-108、2者が120-109）の判定勝ちで完勝し、IBFパンパシフィック並びにIBOインターコンチネンタル王座の獲得に成功した。
2007年12月14日、IBO世界ミドル級王座決定戦でダニエル・ドーソン（オーストラリア）と対戦し、12回3-0（2者が120-110、119-109）の判定勝ちで完勝し、王座を獲得した。
2009年5月27日、ブリスベンのブリスベン・エンターテイメント・センターでアンソニー・ムンディン（オーストラリア）と対戦し、12回1-2（113-114、113-116、115-112）の判定負けを喫し初防衛に失敗、王座から陥落した。
2009年10月21日、ローンセストンのシルバードームで行われたIBFパンパシフィックミドル級王座決定戦でサミル・ドス・サントス・バルボサ（ブラジル）と対戦し、12回3-0（3者共に120-108）の判定勝ちで完勝し、王座を再獲得した。
2010年6月21日、ウロンゴンのエンターテイメントセンターで行われたIBFパンパシフィックスーパーミドル級王座決定戦でカリス・カリウキ（オーストラリア）と対戦し、11回2分49秒TKO勝ちを収め、王座を獲得した。
2011年5月7日、ドイツのノイブランデンブルクでIBF世界ミドル級王者セバスチャン・シルベスター（ドイツ）と対戦し、12回2-1（110-118、118-110、118-112)の判定勝ちで王座を獲得した。
2011年8月31日、ホバートのダーウェントエンターテイメントセンターでエロモーゼル・アルバート（ナイジェリア）と対戦し、アウトボクシングに徹したゲールが試合を優勢に進め、12回3-0（117-111、119-109、116-112）の判定勝ちを収め、初防衛に成功した。
2012年9月1日、オーバーハウゼンのケーニッヒ・ピルスナー・アレーナ でWBA世界ミドル級スーパー王者のフェリックス・シュトルム（ドイツ）と王座統一戦を行い、12回2-1（2者が116-112、112-116）の判定勝ちを収め、IBF王座の3度目の防衛に成功すると共にWBAスーパー王座の獲得に成功した。
2012年11月5日、WBA世界ミドル級正規王者ゲンナジー・ゴロフキンとの王座統一戦よりもアンソニー・ムンディンとの対戦を優先させたため、WBAスーパー王座を剥奪された。
2013年1月23日、元WBA世界スーパーミドル級王者アンソニー・ムンディンと4年ぶりに再戦し、12回3-0（116-112、2者が117-111）の判定勝ちを収めIBF王座の4度目の防衛に成功した。
2013年8月17日、IBF世界ミドル級5位のダレン・バーカー（イギリス）と対戦し、12回1-2（113-114、111-116、114-113）の判定負けを喫しIBF王座の5度目の防衛に失敗、王座から陥落した。 
2014年2月19日、ニューサウスウェールズ州ムーア・パークのホーダーン・パビリオンでWBAパンアフリカンミドル級王者のガース・ウッド（オーストラリア）とIBFパンパシフィックミドル級王座決定戦で対戦し、ウッズの6回終了時棄権によるTKO勝ちを収めWBAパンアフリカン王座とIBFパンパシフィック王座獲得と再起に成功した。
2014年5月24日、マイク・ペレス対ブライアント・ジェニングスの前座でマシュー・マックリンと対戦する予定だったがペレスの負傷欠場で試合中止となった。
2014年7月26日、ニューヨークのマディソン・スクエア・ガーデンでWBAスーパー・IBO世界ミドル級王者のゲンナジー・ゴロフキンと対戦したが、3回2分47秒TKO負けを喫した。
2014年12月3日、ニューサウスウェールズ州ムーア・パークのホーダーン・パビリオンでジャロッド・フレッチャーとPABAミドル級王座決定戦並びにWBOアジア太平洋ミドル級暫定王座決定戦を行い、12回3-0（3者とも119-108）の判定勝ちを収めPABA王座の獲得、WBOアジア太平洋暫定王座の獲得に成功した。
2014年12月5日、WBAは最新ランキングを発表し、ゲールはWBA世界ミドル級7位にランクインした。
2015年5月7日、WBCは最新ランキングを発表し、ゲールはWBC世界ミドル級6位にランクインした。
2015年6月6日、ニューヨークのバークレイズ・センターでWBC世界ミドル級王者のミゲール・コットとミドル級の規定体重である160ポンド（72.57キロ）ではなく157ポンド（71.21キロ）のキャッチウェイトで対戦し、4回1分28秒TKO負けを喫しWBA、IBFに続く王座獲得に失敗した。
2016年10月14日、ローンセストンのシルバードームでレノルド・クインランとIBO世界スーパーミドル級王座決定戦を行い、2回1分14秒KO負けを喫し王座獲得に失敗した。

## 獲得タイトル
- IBFパンパシフィックスーパーウェルター級王座
- OPBF東洋太平洋スーパーウェルター級暫定王座
- IBFパンパシフィックミドル級王座
- IBOインターコンチネンタルミドル級王座
- IBO世界ミドル級王座
- IBFパンパシフィックスーパーミドル級王座
- IBF世界ミドル級王座（防衛4度）
- WBA世界ミドル級スーパー王座（防衛0度=剥奪）
- WBAパンアフリカンミドル級王座
- 第22代PABAミドル級王座（防衛0）
- WBOアジア太平洋ミドル級暫定王座